# Distretto di Wołów
Il distretto di Wołów (in polacco powiat wołowski) è un distretto polacco appartenente al voivodato della Bassa Slesia.

## Geografia antropica

### Suddivisioni amministrative
Il distretto comprende 3 comuni.
- Comuni urbano-rurali: Brzeg Dolny, Wołów
- Comuni rurali: Wińsko